# Discogràfica
Una companyia discogràfica, segell discogràfic o discogràfica és una empresa que es dedica a fabricar, comercialitzar i distribuir enregistraments de música.
Aquests tipus de companyies també poden tenir estudis propis de gravació per controlar la qualitat de la música que produeixen; poden proporcionar tot el necessari per fer videoclips; poden encarregar-se de fer publicitat dels seus enregistraments, per exemple amb contractes per fer sonar els seus discs a la ràdio; poden organitzar concerts i fins i tot poden disposar exclusivament d'artistes de qualsevol gènere musical mitjançant contractes o llançar nous artistes a la fama.
Generalment els contractes signats amb els artistes són per produir 5 discs, si les vendes d'aquests proporcionen prou beneficis, i si l'artista hi està d'acord els contractes es poden renovar.
Dins del món de la música és sovint motiu de controvèrsia el fet que la creativitat dels artistes pot ser coartada pels interessos econòmics de les discogràfiques amb què tenen contractes, aquestes poden obligar a un artista a variar els seus temes per obtenir unes cançons més comercials i assegurar més vendes. Existeix un moviment contrari a aquestes companyies, anomenat Indie, en què l'artista prova de fer tot el procés de gravació del disc sense la intervenció de cap discogràfica.

## Les discogràfiques i internet
D'un temps ençà les discogràfiques es queixeolan que amb Internet i els programes que permeten compartir fitxers estan perdent molts diners, ja que segons el seu parer es deixen de vendre molts discs. Ara bé, com es pot llegir en un article de José García-Montalvo, professor del departament d'economia i empresa a la Universitat Pompeu Fabra, Internet no té tota la culpa de la baixada de vendes de CD, sinó que hi ha altres factors a tenir en compte:
- Un estudi realitzat per dos professors de Harvard, Oberholzer i Strumpf, demostra que la influència d'Internet sobre la venda de CDs és pràcticament nul·la.
- Segons dades de la patronal britànica de la música (BPI), el major nombre d'usuaris que descarreguen música d'Internet són joves d'entre 12 i 17 anys, l'economia dels quals no els permet comprar ni tan sols un 30% del total de música descarregada.
- Crisi econòmica en què es troba el mercat internacional.
- El temps d'oci és limitat, i la música competeix amb altres formes d'oci.

L'autor també assenyala que les discogràfiques haurien de fer servir Internet per a reduir riscos, ja que gràcies a la xarxa poden saber quines cançons i autors tenen més èxit.